# Rafael Amar de la Torre i Puig
Rafael Amar de la Torre i Puig (Barcelona, 1802 - 30 de maig de 1874) fou un enginyer català, acadèmic fundador de la Reial Acadèmia de Ciències Exactes, Físiques i Naturals.
Va ser inspector general del Cos d'Enginyers de Mines, president de la Junta Superior Facultativa de Mineria i Vocal de la comissió del Mapa Geològic d'Espanya a més de professor de Mineralogia i de geognòsia a les Escoles Especials de Camins i de Mines des de 1836. Va ser un dels primers en donar nocions sobre els fòssils, alhora que mostrava una postura catastrofista, defensant l'existència dels fòssils deguda a cataclismes i terratrèmols.
Casat amb Amalia Bauzá i Rabasa, van tenir una filla, María del Carmen de Amar de la Torre y Bauzá, que es casà amb Guillermo González-Arnao y Longuebean, primer marqués pontifici de Casa Arnao. En 1847 fou escollit per Isabel II d'Espanya com un dels acadèmics fundadors de la Reial Acadèmia de Ciències Exactes, Físiques i Naturals. De 1857 a 1858 fou president de l'Institut Geològic i Miner d'Espanya.